# Каменный (приток Зевы)
Каменный — река в России, протекает по Пожарскому району Приморского края. Длина реки — 28 км.
Начинается на западном склоне горы Крутая. Течёт в северо-западном направлении по гористой местности, поросшей елово-берёзовой тайгой мимо гор Исток и Каменная. В низовьях поворачивает на запад. Впадает в Зеву слева на высоте 445,8 м над уровнем моря в 17 км от устья.

## Притоки
Объекты перечислены по порядку от устья к истоку.
- 2 км[4]: Левый Каменный[2] (лв.)
- Шумный[2] (лв.)
- 14 км[4]: Малый Каменный[2] (лв.)
- 17 км[4]: Буровой[2] (пр.)
- 18 км[4]: Западня[2] (пр.)
- Дуговой[2] (пр.)

## Данные водного реестра
По данным государственного водного реестра России относится к Амурскому бассейновому округу, водохозяйственный участок реки — Бикин, речной подбассейн реки — Уссури (российская часть бассейна). Речной бассейн реки — Амур.
Код объекта в государственном водном реестре — 20030700412118100058940.